# Metopoceras eylanti
Metopoceras eylanti är en fjärilsart som beskrevs av Hugo Theodor Christoph 1884. Metopoceras eylanti ingår i släktet Metopoceras och familjen nattflyn. Inga underarter finns listade i Catalogue of Life.